# Constantin S. Nicolaescu-Plopșor
Constantin S. Nicolaescu-Plopșor (n. 20 aprilie 1900, Plopșor, Dolj – d. 30 mai 1968, București) a fost un arheolog, istoric, etnograf, folclorist, antropolog, geograf, membru corespondent al Academiei Române. De origine parțial romă, el este descendentul lui Dincă Schileru pe linie maternă și al boierului Stan Nicolăescu.

## Biografie
A urmat studiile secundare la Colegiul Național Carol I din Craiova, iar apoi s-a înscris la Facultatea de Litere și Istorie din cadrul Universității din București. După finalizarea studiilor universitare, ținând cont de interesul său pentru perioada preistoriei din regiunea balcanică, Nicolăescu-Plopșor are ocazia să cerceteze diferite situri arheologice paleolitice, aflate în special în zona Olteniei. Rodul muncii sale este reliefat prin multitudinea de șantiere arheologice pe care le-a coordonat sau la care a participat ocupând alte funcții. El este considerat a fi unul dintre deschizătorii de drumuri în cercetările paleolitice din România.

## Activitate
A înființat și a ocupat postul de director al filialei Arhivelor Statului din Craiova (1939-1946).
În urma reorganizarii Muzeului Olteniei, devine director al acestei instituții (1946-1952). Muzeul fusese întemeiat de alți elevi și profesori: Ștefan Ciuceanu și Marin Demetrescu. Concomitent, participă la deschiderea unei serii de investigații arheologice pe valea Desnățuiului.
Ulterior este transferat la Centrul de Antropologie, aflat în gestiunea Academiei Române, unde ocupă funcția de cercetător (1952-1955). În 1966 înființează (și devine director) Centrul de Istorie, Filologie și etnografie al Academiei R. S. R.
În 1956, specialistul ocupă postul de șef al secției de paleologie din cadrul Institutului de Arheologie (1956-1968).
Este ales membru, investit la funcția de coordonator adjunct, al proiectului de cercetare a zonei Porțile de Fier – insula Ada-Kaleh (1963-1968). Echipa lui ar fi proiectat un plan de transferare a cladirilor istorice pe malul românesc.
Pentru o scurtă perioadă (1967-1968), el susține o serie de prelegeri la Universitatea din Craiova, în cadrul cursului de Istorie a României.
O bună parte din viața sa profesională s-a desfășurat pe șantierele arheologice din România. Cele mai multe dintre situri sunt de proveniență paleolitică, dar au existat și câteva mezolitice sau chiar neolitice.
La 21 martie 1963 a devenit membru corespondent al Academiei Române.
A scris și a publicat foarte mult, de la culegeri de folclor la studii complexe: peste 150 lucrări de arheologie, Ceaur (1928), Paleoliticul în România (1932), Amintiri (1934), Tivisoc și Tivismoc (1965), dar și multe alte povestiri cu iz folcloric.

## Șantiere arheologice
- Plenița-Măgura Mare, com. Plenița, Olt, România (1922)
- Valea Desnățuiului, România (1935-1936)
- Cârna, com Cârna, Dolj, România (1942)
- Rast, com. Rast, Dolj, România (1943)
- Peștera Muierilor, com. Baia de Fier, Gorj, România (1951)
- Ohaba Ponor, com. Pui, Hunedoara, România (1955-1956)
- Baia de Fier, com. Baia de Fier, Gorj, România (1956-1957)
- Alte șantiere: Mitoc, Ripiceni, Cerna—Olt, Băile Herculane, Nandru, Peștera, Bicaz-Ceahlău,  Cremenea, Baia Mare, Bugiulești
- Peste 120 de peșteri.[11]

Cea mai marcantă descoperire a sa este Homo olteniensis (Australonthropus olteniensis), o fosilă umană (un craniu) veche de 2 milioane de ani, descoperită la Bugiulești (județul Vâlcea). Pentru această descoperire, ia ființă o sală specială în Muzeul Olteniei.

## Distincții
- Ordinul „Meritul Științific” clasa a III-a (26 septembrie 1966) „pentru merite deosebite în activitatea științifică, cu prilejul Centenarului Academiei Republicii Socialiste România”[12]